# 南保陽祐
南保 陽祐（なんぽ ようすけ 1983年10月21日-）は、新潟県湯沢町・北海道・アラスカを拠点に活動する日本のフリースタイルスキー選手。青山学院大学卒。
出身地は非公表。メインスポンサーはELAN、ブーツはDALBELLOを愛用。

## 経歴
高校卒業後、土樽スキー学校（現Yuzawa Snow Sports Academy TSUCHITARU）にて指導者を目指し活動をスタートさせる。
スキー場でスカウトされた事をきっかけにローラースキーメーカーの営業マンとなり数年間に渡り全国各地を訪れ多くのスキーヤーと接していくうちに人と同じスタイルでは面白くないと次第にフリースタイルの道を開拓・突き進む事になる。
2005年にプロ宣言。時を同じくして、それまで所持していた全日本スキー連盟の基礎スキー指導者資格やアルペンコーチなどの資格を多くの人の反対を押し切る形で全て返上、連盟からも退会する。この事について後に本人は「連盟という１つの概念に縛られずに自分自身のスタイルを築きあげたかったから」と説明している。

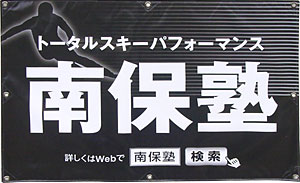
活動初期の南保塾バナー

自分自身のスキースタイルを広め伝えるべく、またREALなスキーを追求すべく南保塾を開設。湯沢パークスキー場にて活動を始めるも当時日本のスキーにおいてフリースタイルは全くの無名。基礎スキー・学生アルペンスキーヤーを対象としたコーチングが当初のメインであった。
年々フリースタイル色が強くなり現在の南保塾-FreeSki Riding School-が確立されていった。
ライダー活動においてはパウダーシーンやバックカントリーを滑る事がほとんどである。メジャーな地よりもローカルな地を好み、ヘルメットや自らの体の一部に小型カメラを装着し滑走の様子を撮影するMOVIE SHOOTING・カメラマンにより滑走の模様／アクション写真を撮影するPHOTO SHOOTINGに特化している。
MOVIE SHOOTINGの模様はYouTube(現在はinstagram)にて視聴可能、PHOTO SHOOTINGの作品は雑誌・カタログ・ウェブサイト等に多く採用されており目にする事が出来る。

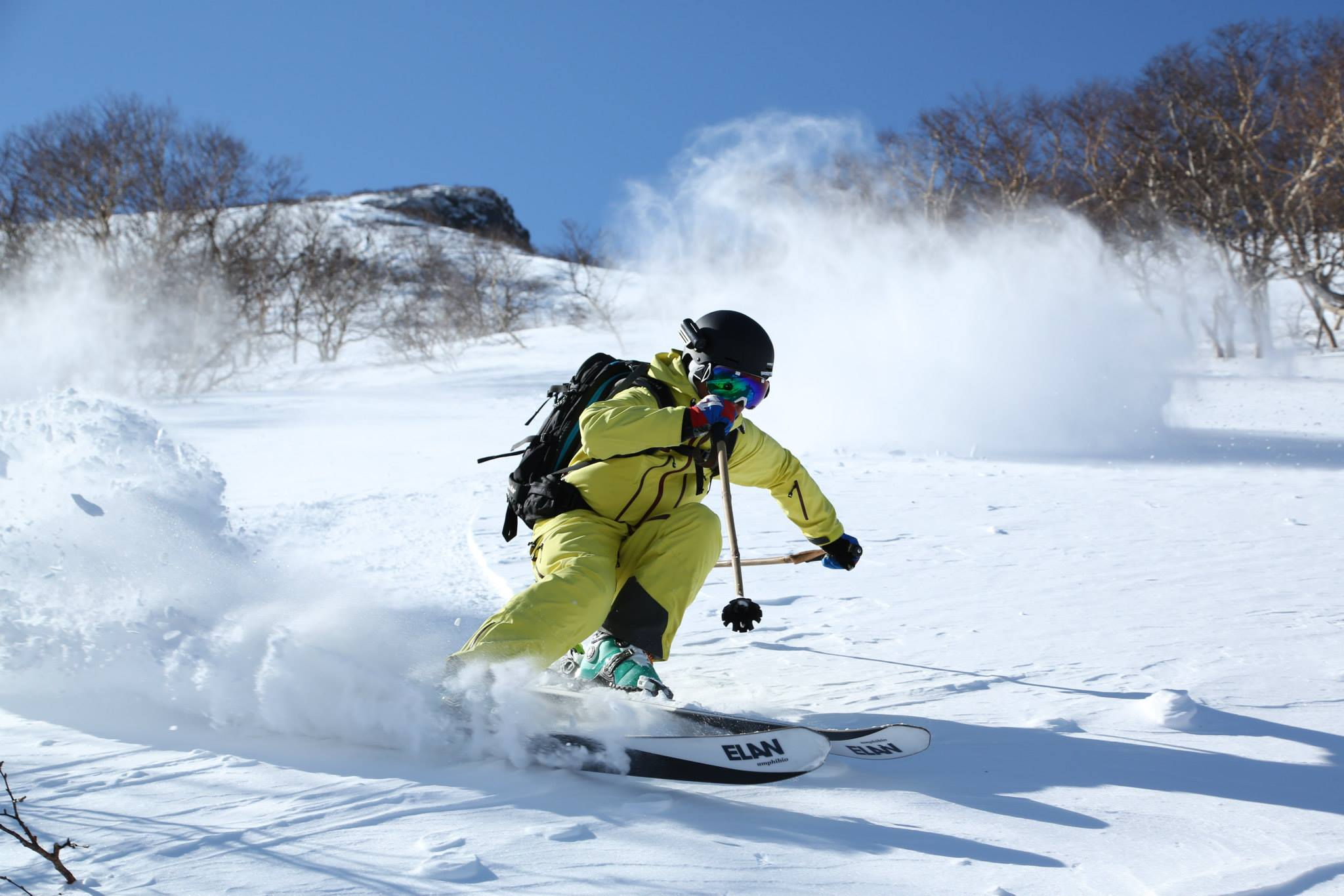
撮影時の１コマ

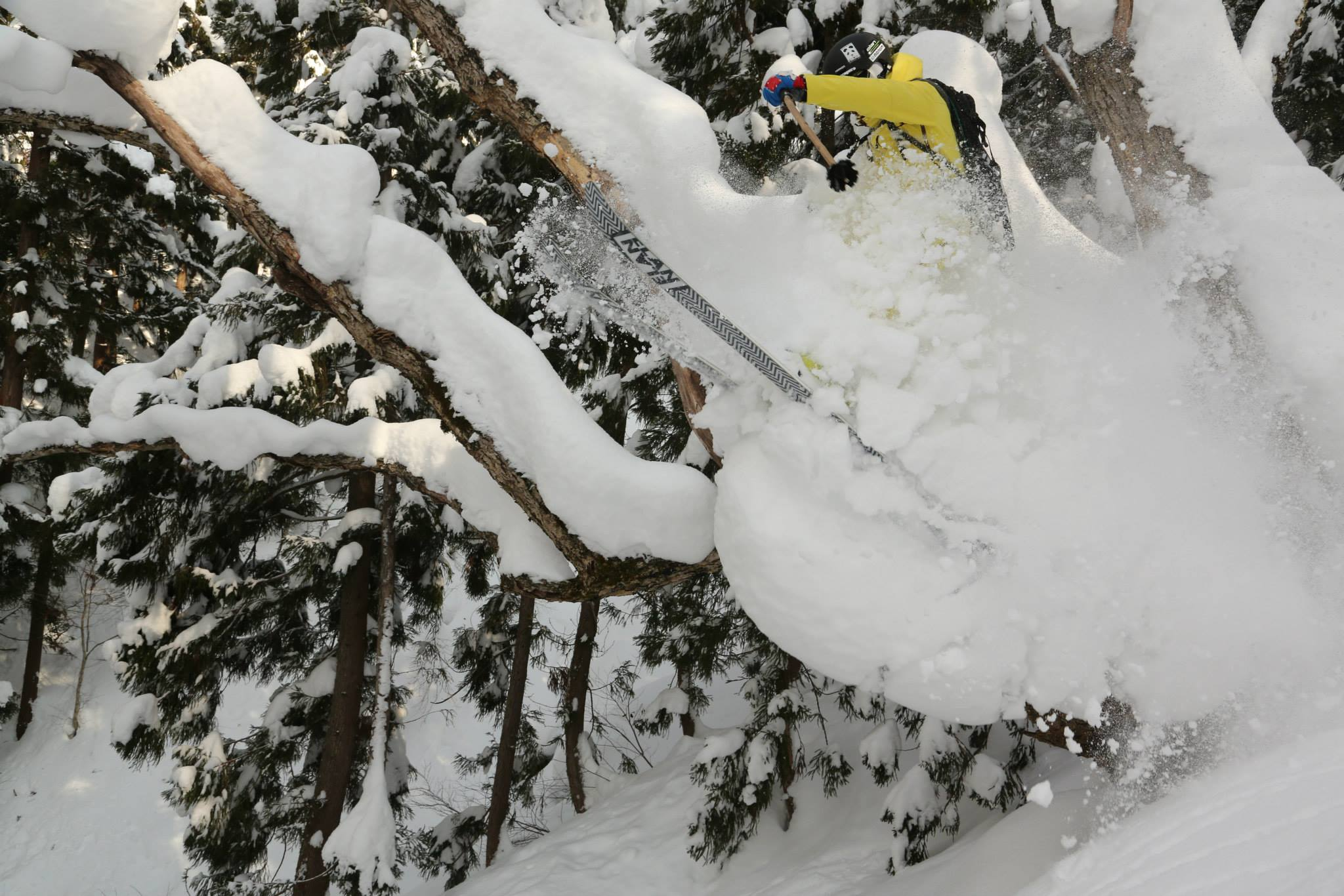
撮影時の１コマ

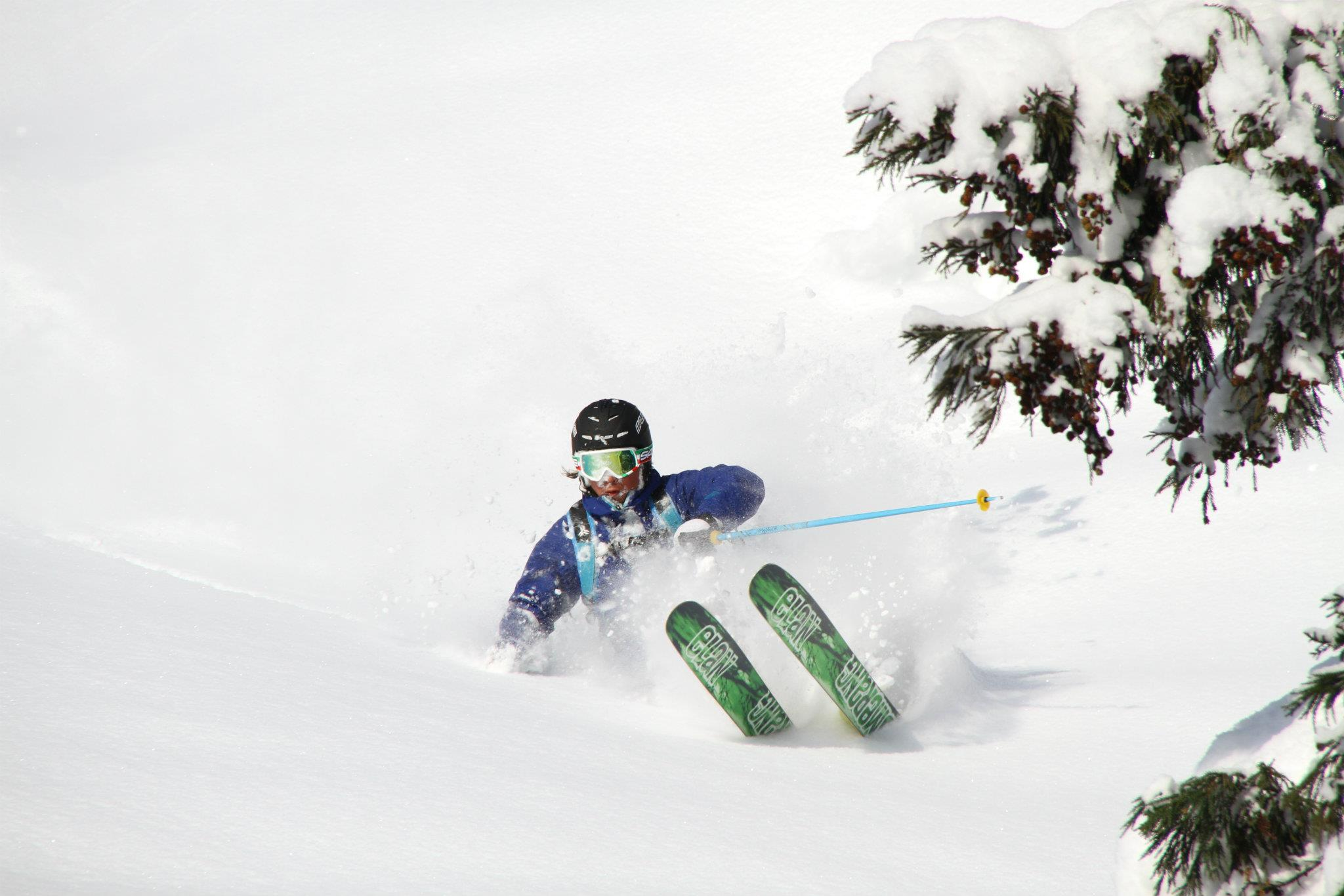
AWSOME POW SHOT

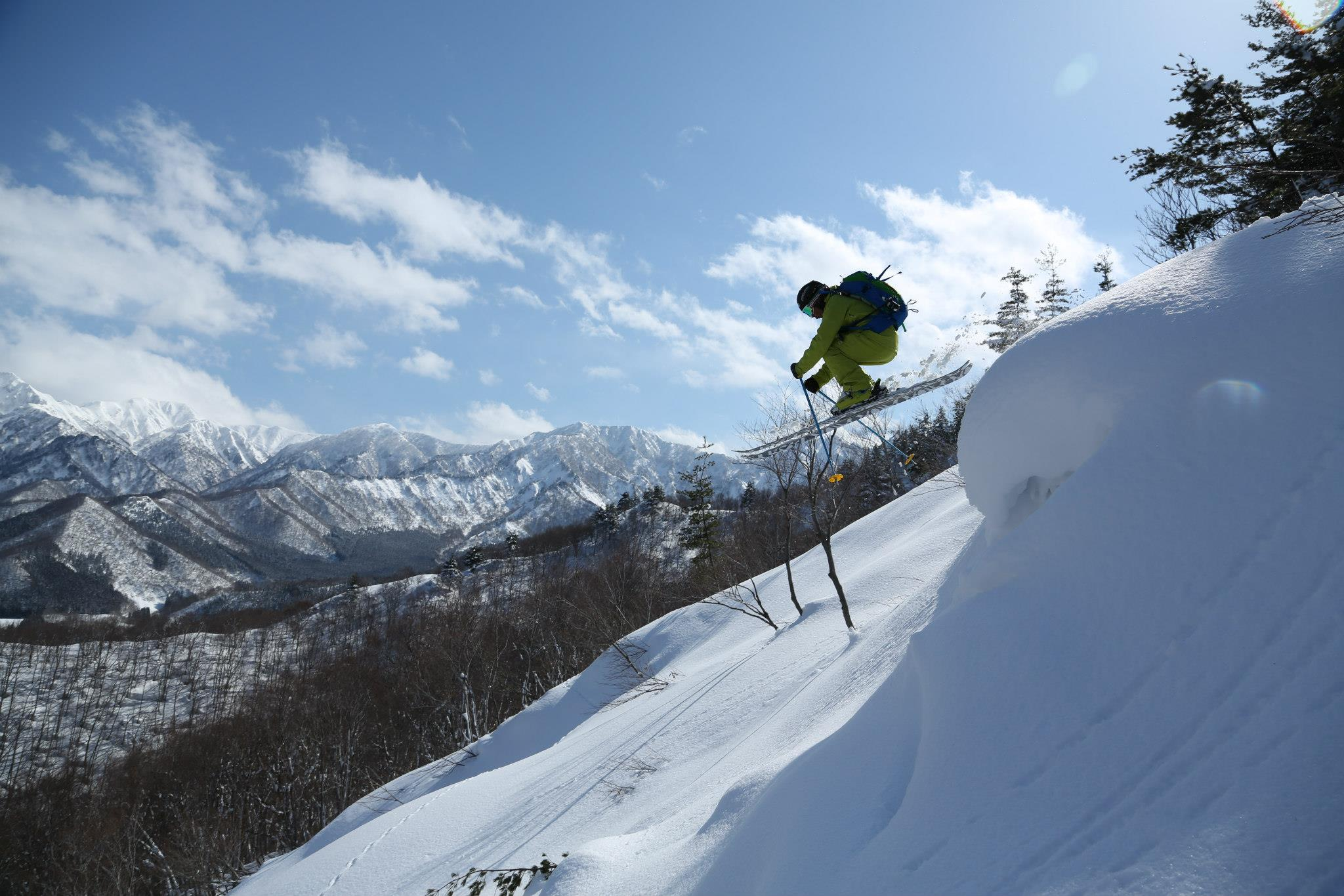
Shooting at Niigata,JPN

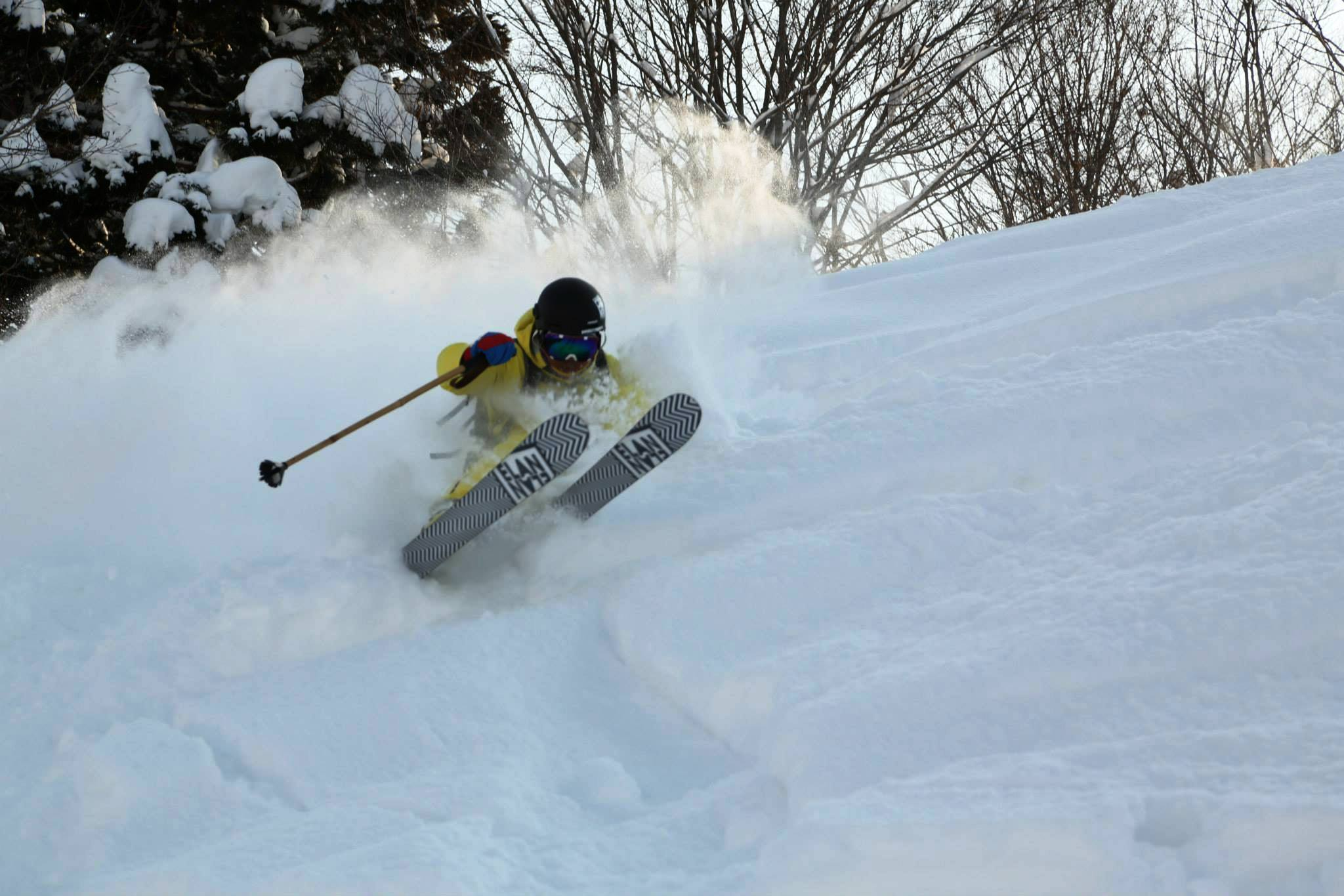
POW FIGHT

2010年9月よりアメリカのXsports International社と専属マネージメント契約を結び、海外に向けた情報発信・プロモーション活動にも力を入れる。この頃より海外ライダーからの信頼も得られ、彼らが撮影やツアー開催等で日本を訪れる際には事前に天気・降雪・エリアなどの情報提供、日本滞在中に問題が発生した際の交渉窓口となる事が度々ある。
過去に二度膝の大きな手術を受けており両膝の半月板を除去・靭帯の補強をしている。二度目の手術時は術後２日で抜糸もせずに「リハビリ」という名目で医師に無断で雪上復帰、復帰一本目に選んだ斜面はコブ斜面であった。本人談では「余計な物が入っていない方が体が良く動いた」そうである。
2012シーズン ELAN INTERNATIONAL コンテスト世界5位入賞。
2013年2月　HP上で「新たなステージに進む」との活動予告がされる。
2013年3月　アラスカにてプライベートチームBorderlessOrganizationのPHOTO SHOOTINGを成功させた。
株式会社マックスウィングが製造・販売するNANOM WAXには初期よりテストライダーとして開発協力している。その結果、彼の声を最大限に反映したシグネーチャーモデル「NANOM EXTREME SERIES」が2012年よりラインナップ・販売開始となった。特に春の黄砂や水膜でも滑走性を落とさないワックスの開発に力を入れ実現させた。
2013年12月　アメリカ・ユタ州のパンダポール社と用具使用契約を結ぶ。（アジア圏フリーライダーとして初）
2015年6月　滑り手・指導者としての活動終了を正式発表。
2015年7月　株式会社カンダハー(スキープロショップを展開,東京都千代田区神田神保町)に入社。
2016年9月　株式会社カンダハー大宮店　店長就任

## 人物
スキー以外にもローラースポーツを得意とし、幼少期からローラースケート・インラインスケート、スキーヤーとしてはツリス・カービングローラー、プライベートではスケートボードと様々なアイテムを楽しんでいる。
人を楽しませる事が好きで特に年下の後輩たちを大切にする。お酒も好むがお酒そのものよりも飲む場が好きだと本人は語っている。

### 尊敬する人物
- プロスノーボーダー　吉田　温
  - 何がREALかを追求し続ける3S界のレジェンド。ELANの仕事を通じて知り合い意気投合。スキーヤーよりも自分のやっていることを理解してくれるのは吉田さんだと語る。